# NGC 592
NGC 592 – wielki obszar H II wraz z osadzoną w nim gromadą gwiazd, znajdujący się w Galaktyce Trójkąta (Messier 33) położonej w gwiazdozbiorze Trójkąta. Odkrył go Heinrich Louis d’Arrest 2 października 1861 roku.

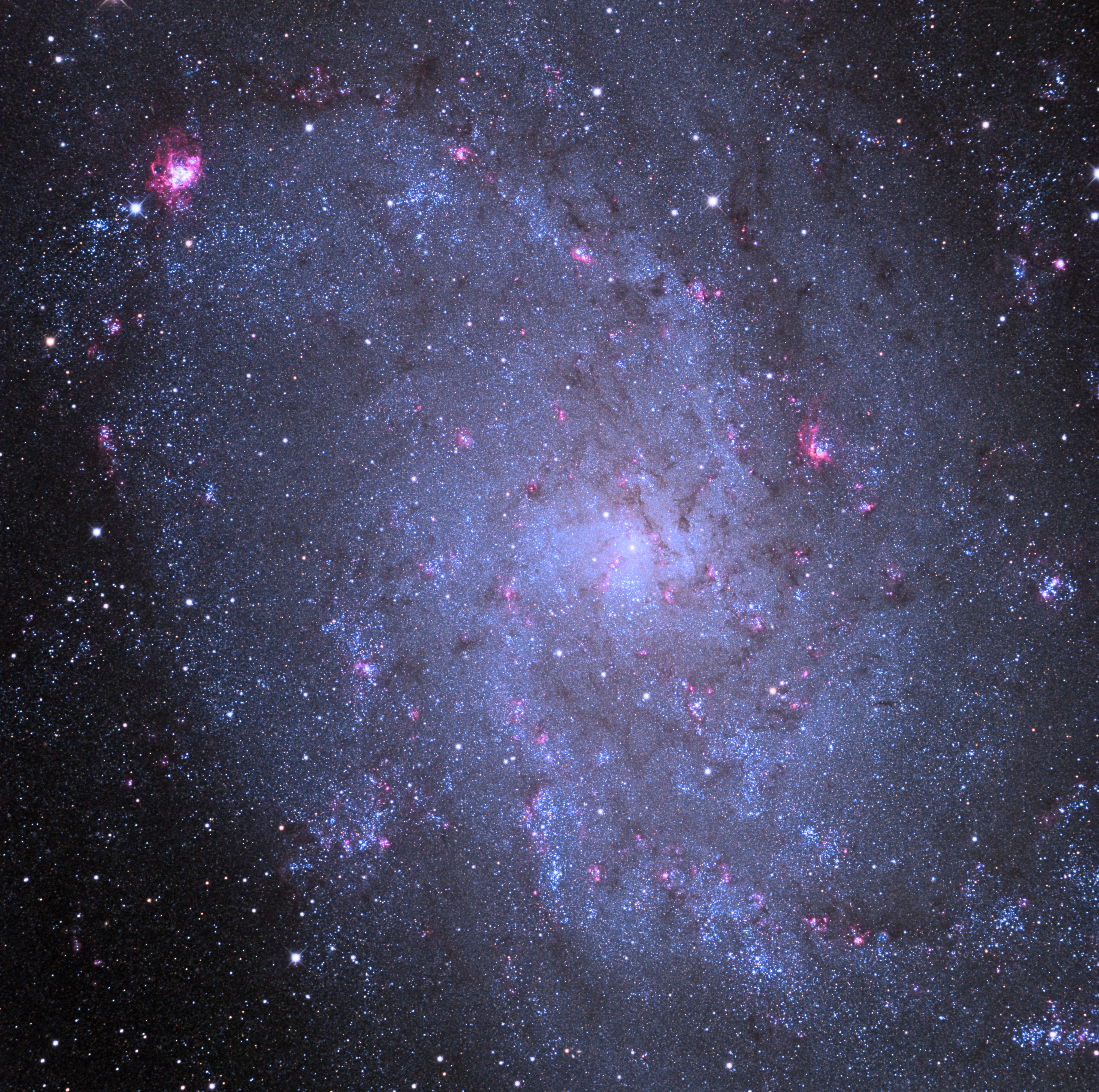
Centralna część Galaktyki Trójkąta. NGC 592 to mały jasny „obłok” na prawo od jądra galaktyki, blisko krawędzi zdjęcia.

Obszar ten ma ponad 100 parseków średnicy, a wiek znajdujących się w nim gwiazd ocenia się na ok. 4,9 miliona lat. Łączna masa gwiazd należących do NGC 592 szacowana jest na 16 500 ± 5200 M☉. W centralnej części obszaru odkryto cztery gwiazdy Wolfa-Rayeta.